# 變身公主
《變身公主》（日语：プリンセス・プリンセス）是一部以描寫男孩們之間的友情為故事軸心的日本少女漫畫作品，作者是津田美樹代（つだみきよ）。目前於日本新書館〈月刊Wings〉雜誌上連載完結，單行本全5卷。續篇《變身公主+（PLUS）》於「月刊Wings」2006年5月號到2007年1月號連載完畢，單行本全1卷。
第一部於2006年被改編成動畫在日本朝日電視台首播，2006年4月5日到6月21日放映，全12話。同年6月被改編為日劇《PRINCESS PRINCESS D》。
變身公主，中華電信MOD，龍華動畫台(21頻道)，2013年4月4日～6月13日，周一至周五，下午5點到6點。

## 故事簡介
有著姣好容姿的轉校生河野亨，在轉學的第一天就被學生會推選為「公主」的候補。而所謂「公主」制度，就是挑選美麗的高一學生，請他們於學校各種重大活動時穿著女裝，而且服裝還是嬌俏的蘿莉裝、護士服或女傭服，從而滋潤男校裡枯燥的生活! 起初河野亨堅決拒絕，可是，當他聽聞成為「公主」的學生將可得到以金錢為主的各種優待後，便答應了成為「公主」的一員。學園裡，已有較先成為「公主」的四方谷裕史郎和豐實琴，然而二人的態度卻截然不同，四方谷十分享受當「公主」的樂趣，但是實琴由始至終都打算從「公主」逃離。以三人作為中心，加上其他個性强烈的美型配角，搞笑的女性向學園物語就此展開。

## 主要角色
前者為動畫版聲優，後者為日劇版演員

### 公主們
- 河野亨：福山潤 / 佐藤健

在故事的一開始，他以轉學生的身分轉入此一男校，並馬上成為此校的「公主」之一。他很熱心的接下當「公主」的工作，因為當了「公主」後有許多的費用免除與優待。由於他的父母死於意外，所以他的舅舅便收養了他。他似乎很不願意與他的家人相處在一起，其主要原因為他的表妹－沙耶加(Sayaka)。
他就像裕史郎一樣，利用他的「公主」工作來矯正他與家庭之間的關係，而其影響程度就和他當「公主」時對那些學校男生的影響程度是一樣的。
- 四方谷裕史郎： / 藤田玲

東邊的公主。
他是個有自信的男生，並且對穿著公主服裝面對其他人這件事情完全沒有問題。他覺得實琴的反應很好玩而常取笑實琴。他因為覺得他的母親、繼父和他同母異父的弟弟在一起時，會是個完美的家庭，而感到自己是多餘的，所以有意逃避他的家人。
在實琴開始抱怨「公主」的工作的時候，他會和亨組成一組來對付實琴，讓實琴在最終同意做「公主」的工作。由於實琴不想讓他的女朋友知道他當「公主」一事，亨與裕史郎常以此手段來威脅他。
- 豐實琴：柿原徹也 / 鎌苅健太

西邊的公主。
他比其他兩位「公主」更不情願穿上公主裝，因為他不想讓他的女朋友－吉川惠知道。他是一個可靠的角色，雖然他時常以固執與抱怨的態度來面對「公主」的工作，但即使不願意，他仍會和其他兩位「公主」一起去完成工作。在被校外人士發現他是位「公主」時，他通常會感到非常害羞。他是最活躍的，這點可以從他吼罵亨與裕史郎的方式發現。實琴的嗓音是五音不全的，在當上公主之前他從來沒有唱過歌。
他很關心自己周遭的朋友，尤其是他的女朋友。當他的女朋友在他身邊時，他便會變成一個和他平常表現不同的角色，這常使得亨與裕史郎為此而開懷大笑。
儘管他很會抱怨而且也不太情願，但是他最後終於也習慣了當「公主」的工作，這點可以從某一次他想像到他和恵一起穿著哥德蘿莉風的服裝時看出。
《變身公主》並不是實琴第一次出現在津田美樹代的漫畫中，他第一次出現的漫畫是－《續‧革命之日》。其主角是實琴的女朋友－吉川惠。

### 學生會
- 有定修也：神谷浩史 / 斎藤工

學生會會長。
非常有自信的人，同時也是前任「公主」。他是個非常好的領導人，常常想到一些對學生會有利的計畫，他偶爾會變得令人覺得非常可怕，而令他周圍的人全力參與他的計劃。
- ：鳥海浩輔 / 南翔太

學生會副會長。
非常強壯的人。
- 春江涉：寺島拓篤 / 佐藤晴彦

在學生會中是管財務的。
在數學方面的能力非常好，可以很快的用頭腦來計算並解決問題。
- 糺孝弘：宮下榮治 / 吉原大史

在學生會中是處於秘書的職位。
具有讓人印象深刻的形象與靈巧的手。

### 其他角色
- ：保志總一朗 / 足立理

他是亨他們班的班長（1－D）。因為他哥哥的關係，再加上他自己成績優異、運動神經好及待人溫和的緣故，所以許多學生也尊稱他為「坂本大人」。當學生們看到他時，都會對他鞠躬。與亨和裕史郎關係不錯。
因為差不多同樣的原因，有定看中他為下一任的學生會會長，並讓他有一定的機會發揮他那領導的精神。
除了他，其餘的5位家庭成員都很美麗。在過去，秋良總是被外人在背後說，他的長相和他的家人不配。這使得秋良覺得它不屬於這個家。當他的家人發現了這點以後，立即與他討論並幫他解決這一問題。他是個心胸寬廣和自然單純的男孩，他的兄弟姊妹（尤其是他的哥哥和姊姊）常常為了引他注意而吵架。
秋良與他的家人在津田美樹代早期的作品－《家族情結》中為主要角色。
- ：勝杏里 / 山本康平

是個高三生，同時是家政社的社長。「公主」們的衣服都是由他設計的。他相當的為此著迷，並常常做出狂熱的行為與表情。他自己設計及製作了很多的衣服，並獲得了很多全國獎項。當他看到「公主」們時，可以很輕易地想到很多關於公主服飾的點子。
- ：野島健兒 / ---

他是的哥哥，並且是Fujimori 的校友。他在Fujimori中因為他那美麗的外表而以「坂本大人」而聞名。他在文化節的時候回來幫助學生會的募款。
基本上來說春海是個很酷與常常微笑的人。儘管如此，每當他看到他弟弟時，他總是變得很激動也很容易哭。
- 豐麻琴：早水理沙 /

實琴的姐姐。當別人談論到她弟弟時，她會呈現出一種不同的個性與行為。諷刺的是當實琴的個性比較女性化後，麻琴的個性看起來反而比較男性化。
- 河野 沙耶加：樋口智恵子 /

亨的表妹。她愛着亨，對亨極有獨佔欲，並想像著某一天一定要嫁給他。但是亨只把她當成自己的妹妹。
由於她自己的那份過度幻想，只要亨與別人親近便會十分妒忌，不管甚麼事都做的出來，曾經還將亨的女友推下樓梯。
原作誤以為亨與裕史郎有戀情，因為本身就是腐女，反而極力支持兩人交往而讓兩人感到傻眼，之後也再沒有搔擾亨。
動畫版中一樣誤以為亨與裕史郎有戀情，但不同於原作依舊不擇手段的不斷騷擾裕史郎。
- 四方谷慎之介：青木沙耶香 /

裕史郎同母異父的弟弟（出現於動畫第9集）。因怕生而不敢接近裕史郎，後因走失被裕史郎找到安慰而與裕史郎變得親近。
- 吉川惠：竹内順子 /

實琴的女朋友。作者另一部作品《續‧革命之日》的主角，原先是男性，後來因為身體因素變性成為女孩。《續‧革命之日》後期才與實琴交往。
- 花園音也： --- / 中村優一
- 源本九郎： --- / 澁谷謙人
- 森蘭太：--- / 一真
- 九條院遙：--- / 石黑英雄

### 變身公主PLUS

#### 公主們
- 和泉巴

他是由亨與其他人一同選出的新「公主」。他的父母不常在他身邊照顧他，因為他們時常忙碌於他們的工作上。
- 松岡桐也

他也是由亨與其他人一同選出的新「公主」。他沒有父母，現在與他的哥哥和妹妹一同居住。

## 出版書籍

### 單行本
變身公主
| 冊數 | 新書館        | 新書館             | 青文出版社   | 青文出版社         |
| 冊數 | 發售日期      | ISBN               | 發售日期     | ISBN               |
| ---- | ------------- | ------------------ | ------------ | ------------------ |
| 1    | 2002年8月9日  | ISBN 4-403-61685-2 | 2006年7月5日 | ISBN 986-156-660-0 |
| 2    | 2003年3月10日 | ISBN 4-403-61706-9 | 2006年7月5日 | ISBN 986-156-661-9 |
| 3    | 2004年3月9日  | ISBN 4-403-61744-1 | 2006年8月5日 | ISBN 986-156-662-7 |
| 4    | 2005年3月9日  | ISBN 4-403-61786-7 | 2006年9月1日 | ISBN 986-156-663-5 |
| 5    | 2007年3月20日 | ISBN 4-403-61827-8 | 2007年4月1日 | ISBN 986-156-664-6 |

變身公主+
| 冊數 | 新書館        | 新書館                 | 青文出版社    | 青文出版社             |
| 冊數 | 發售日期      | ISBN                   | 發售日期      | ISBN                   |
| ---- | ------------- | ---------------------- | ------------- | ---------------------- |
| 全   | 2007年3月20日 | ISBN 978-4-40-361862-8 | 2007年5月10日 | ISBN 978-986-156-876-8 |

### 畫集
變身公主紀念畫冊
| 冊數 | 新書館        | 新書館                 | 青文出版社   | 青文出版社             |
| 冊數 | 發售日期      | ISBN                   | 發售日期     | ISBN                   |
| ---- | ------------- | ---------------------- | ------------ | ---------------------- |
| 全   | 2007年3月20日 | ISBN 978-4-40-365030-7 | 2007年9月6日 | ISBN 978-986-156-954-3 |

## 電視動畫

### 製作人員
- 原作 - 津田美樹代
- 監督 - 元永慶太郎
- 系列構成 - 面出明美
- 人物設計 - 中嶋敦子
- 道具設計 - 吉田仁
- 主要設計 - 大澤千穗美（第11話）
- 美術監督 - 篠田邦宏
- 色彩設計 - 松本真司
- 攝影監督 - 近藤慎与
- 編輯 - 田熊純
- 音樂 - 瑞木薰
- 音樂製作 - Frontier Works
- 音響監督 - 蝦名恭範
- 製作人 - 渡辺隆、辻洋、シバタミツテル、中桐涼、古神子広一、太田賢司
- 動畫製作人 - 飯嶋浩次
- 動畫製作 - STUDIO DEEN
- 制作 - 朝日電視台、波麗佳音
- 製作 - 藤森学園 姫後援会

### 主題曲
片頭曲
作詞・歌 - 宮澤篤司 / 作曲、編曲 - Conisch
片尾曲
作詞 - 森由里子 / 作曲、編曲 - 陶山準 / 歌 - team-F

### 角色歌曲
-  歌 - 河野亨（福山潤）
-  歌 - 四方谷裕史郎（朴璐美）
-  歌 - 豊実琴（柿原徹也）

### 各話列表
| 話数 | 日文標題 | 中文標題               | 脚本     | 分鏡       | 演出       | 作畫監督                            | 收錄DVD | 播放日期      |
| ---- | -------- | ---------------------- | -------- | ---------- | ---------- | ----------------------------------- | ------- | ------------- |
| 1    |          | 男子學校的公主         | 面出明美 | 元永慶太郎 | 元永慶太郎 | 森本浩文                            | 第1卷   | 2006年 4月5日 |
| 2    |          | 公主誕生               | 面出明美 | 小寺勝之   | 元永慶太郎 | 河野真貴                            | 第1卷   | 4月12日       |
| 3    |          | 第一份工作、公主候援團 | 根元歳三 | 長本敬二郎 | 模財久太郎 | 森本浩文、森下昇吾 笠原彰、清水貴子 | 第2卷   | 4月19日       |
| 4    |          | 裕史郎的過去           | 吉田玲子 | 小寺勝之   | 筑紫大介   | 服部憲知                            | 第2卷   | 4月26日       |
| 5    |          | 被盯上的公主           | 吉田玲子 | 長本敬二郎 | 則座誠     | 森本浩文                            | 第3卷   | 5月3日        |
| 6    |          | 坂本家的秘密           | 根元歳三 | 小寺勝之   | 吉田俊司   | 河野真貴                            | 第3卷   | 5月10日       |
| 7    |          | 汗水和淚水的合唱比賽   | 吉田玲子 | 元永慶太郎 | 小坂春女   | 山崎輝彦、清水貴子                  | 第4卷   | 5月17日       |
| 8    |          | 公主制度存續的危機     | 面出明美 | 福田道生   | 筑紫大介   | 森本浩文                            | 第4卷   | 5月24日       |
| 9    |          | 學園祭開始             | 根元歳三 | 元永慶太郎 | 則座誠     | 小谷杏子                            | 第5卷   | 5月31日       |
| 10   |          | 戀人們的時間           | 吉田玲子 | 小寺勝之   | 小坂春女   | 鈴木彩子、秋山由樹子                | 第5卷   | 6月7日        |
| 11   |          | 秘密的過去             | 面出明美 | 小島正士   | 吉田俊司   | 山崎輝彦                            | 第6卷   | 6月14日       |
| 12   |          | 公主所選擇的道路       | 面出明美 | 元永慶太郎 | 元永慶太郎 | 河野真貴                            | 第6卷   | 6月21日       |

### DVD
| 卷數    | 發售日期       | 規格編號   |
| ------- | -------------- | ---------- |
| 1       | 2006年7月19日  | PCBG-50947 |
| 2       | 2006年8月18日  | PCBG-50948 |
| 3       | 2006年9月20日  | PCBG-50949 |
| 4       | 2006年10月18日 | PCBG-50950 |
| 5       | 2006年11月15日 | PCBG-50951 |
| 6       | 2006年12月20日 | PCBG-50952 |
| DVD-BOX |                |            |
| 全      | 2010年6月25日  | PCBG-61146 |

## 電視劇

### 片頭曲
- 「VEGA」

歌 : MidnightPumpkin

### 片尾曲
- 「Treasure」

歌 : 鎌苅健太（豐實琴）、藤田玲（四方谷裕史郎）、佐藤健（河野亨）

### 插曲
歌 : 中村優一（花園音也）
歌 : 鎌苅健太（豐實琴）、藤田玲（四方谷裕史郎）、佐藤健（河野亨）
歌 : 中村優一（花園音也）、澀谷謙人（源本九郎）、一真（森蘭太）

## 外部連結
- （日語）動畫「變身公主」官方網站 [1]
- （日語）寫實版日劇官方網站
- （日語）「變身公主」遊戲官網（页面存档备份，存于）
- 互联网电影数据库（IMDb）上《變身公主》的资料（英文）

## 資料來源
1. ↑  此網域名稱已在2017年被他人註冊使用，並非原本的官方網站連結。